# Jean Lacombe (homme politique, 1939)
 (décembre 2024).
Pour les articles homonymes, voir Jean Lacombe et Lacombe.
Jean Lacombe, né le 21 juillet 1939 à Saint-Cyr-l'École (Seine-et-Oise), est un homme politique français.

## Détail des fonctions et des mandats
Mandat parlementaire
- 9 mars 1978 - 2 avril 1978 : député des Hauts-de-Seine, en remplacement de Raymond Barbet décédé